# Меренптах
Меренптах (*д/н — 830 до н. е.) — давньоєгипетський діяч, верховний жрець Птаха в Мемфісі.

## Життєпис
Походив зі знатного жрецького роду, але не був пов'язаний з панівною XXII династією та жрецьким родом Птахемхата.
Після смерті верховного жреця Шешонка II фараон Осоркон II, що планував того своїм спадкоємцем, а новим верховним жерцем онука Такелота, мусив через молодий вік останнього призначити верховним жерцем Птаха іншу особу. Вибір пав на Меренптаха. Ймовірно він був відданим династії.
Про його діяльність обмаль відомостей. Про нього є лише згадки на гробницях фараонів. Помер близько 830 року до н. е. Новим верховним жерцем став Такелот.